# ノー・ラーマン
モハメド・ノー・ビン・ラーマン（Mohamed Noh bin Rahman、1980年8月2日 - ）は、シンガポールの元サッカー選手。ポジションはDFで元シンガポール代表。

## 経歴
彼はSリーグの二年目である1997年からゲイラン・ユナイテッドに居り、ゲイランと過ごした時が一番長いと思われていたので、副主将として活躍した。
元々は右サイドバックであったが、守備的ミッドフィールダーやセンターバック、左サイドバックとしてもプレイする事が出来る、
2009年には11年前から関っていたゲイランを離れ、元チームメイトのアイデ・イスカンダル、アモス・ブーンと共にセンカン・パンゴールに移籍した。
2013年に移籍したホーム・ユナイテッドでは主将を務めた。

## 代表歴
代表としてのデビューは2001年のタイ代表との親善試合である。
その後、2002 FIFAワールドカップ・アジア予選のメンバーとなった。負傷したリン・トンハイの穴を埋める為に呼ばれた彼は、キルギス代表戦、クウェート代表戦、バーレーン代表戦で活躍した。
足の怪我によって2002年の東南アジアサッカー選手権には出場できるか怪しかったものの、何とか代表として出場した。しかし、第一戦のマレーシア代表戦で低調な動きを見せ、守備は潰滅し4-0の惨敗を喫した。これによって、彼の代表としての能力は多くの者に疑われる事となった。
その後、彼はシンガポールが優勝した2004年の東南アジアサッカー選手権、同じく2007年の東南アジアサッカー選手権のメンバーとして活躍した。
2010 FIFAワールドカップ・アジア予選では彼の活躍がメディアやファンによって讃えられた。
2008 AFFスズキカップではキャプテンマークを巻いたうちの一人になった他、インドラ・サフダン・ダウド主将の下で副主将を務めた。

## タイトル

### クラブ
ゲイラン・ユナイテッド
- Sリーグ: 2001
- シンガポールFAカップ: 1996

### 代表
シンガポール
- 東南アジアサッカー選手権: 2004, 2007